# Liste des épisodes de Power Rangers : Mighty Morphin
Cet article présente la  liste des épisodes des trois premières saisons de la série télévisée Power Rangers, intitulées Power Rangers : Mighty Morphin et diffusées de 1993 à 1996.

## Première saison (1993–1994)
| Numéro de saison | Numéro d'épisode | Titre de l'épisode                           | Titre de l'épisode                           | Première diffusion (ÉU)                                           |
| ---------------- | ---------------- | -------------------------------------------- | -------------------------------------------- | ----------------------------------------------------------------- |
| 01               | 01               | La Libération de Rita                        | Day of the Dumpster                          | 28 août 1993 (aperçu) 6 septembre 1993 (première de la série)     |
| 02               | 02               | Menace sur le parc d'attraction              | High Five                                    | 7 septembre 1993                                                  |
| 03               | 03               | Travail d’équipe                             | Teamwork                                     | 8 septembre 1993                                                  |
| 04               | 04               | Record battu                                 | A Pressing Engagement                        | 9 septembre 1993                                                  |
| 05               | 05               | En avant la musique                          | Different Drum                               | 10 septembre 1993                                                 |
| 06               | 06               | Un peu trop épicé                            | Food Fight                                   | 4 septembre 1993 (aperçu) 13 septembre 1993 (première en semaine) |
| 07               | 07               | Un pique-nique mouvementé                    | Big Sisters                                  | 30 septembre 1993                                                 |
| 08               | 08               | Échange de bons procédés                     | Switching Places                             | 4 octobre 1993                                                    |
| 09               | 09               | Œil-de-Lynx                                  | I, Eye Guy                                   | 14 septembre 1993                                                 |
| 10               | 10               | Et si on volait ?                            | Foul Play in the Sky                         | 22 septembre 1993                                                 |
| 11               | 11               | La Bouteille magique                         | For Whom the Bell Trolls                     | 15 septembre 1993                                                 |
| 12               | 12               | Joyeux anniversaire, Zack                    | Happy Birthday, Zack                         | 16 septembre 1993                                                 |
| 13               | 13               | La Fête foraine                              | No Clowning Around                           | 17 septembre 1993                                                 |
| 14               | 14               | Rocker Rangers                               | Power Ranger Punks                           | 20 septembre 1993                                                 |
| 15               | 15               | Madame Woe                                   | Peace, Love and Woe                          | 21 septembre 1993                                                 |
| 16               | 16               | La Formule de l'homme invisible              | Dark Warrior                                 | 22 septembre 1993                                                 |
| 17               | 17               | Rencontre avec le Ranger vert, 1re partie    | Green with Evil, Part 1 : Out of Control     | 5 octobre 1993                                                    |
| 18               | 18               | Rencontre avec le Ranger vert, 2e partie     | Green with Evil, Part 2 : Jason's Battle     | 6 octobre 1993                                                    |
| 19               | 19               | Rencontre avec le Ranger vert, 3e partie     | Green with Evil, Part 3 : The Rescue         | 7 octobre 1993                                                    |
| 20               | 20               | Rencontre avec le Ranger vert, 4e partie     | Green with Evil, Part 4 : Eclipsing Megazord | 8 octobre 1993                                                    |
| 21               | 21               | Rencontre avec le Ranger vert, 5e partie     | Green with Evil, Part 5 : Breaking the Spell | 9 octobre 1993                                                    |
| 22               | 22               | Le tort tue                                  | The Trouble with Shellshock                  | 11 octobre 1993                                                   |
| 23               | 23               | L'Araignée du matin                          | Itsy Bitsy Spider                            | 19 octobre 1993                                                   |
| 24               | 24               | Le Monstre crache-fleur                      | The Spit Flower                              | 13 octobre 1993                                                   |
| 25               | 25               | Bas les masques                              | Life's a Masquerade                          | 30 octobre 1993                                                   |
| 26               | 26               | L'Esprit d'équipe                            | Gung Ho !                                    | 4 novembre 1993                                                   |
| 27               | 27               | L'Île des illusions, 1re partie              | Island of Illusions, Part 1                  | 8 novembre 1993                                                   |
| 28               | 28               | L'Île des illusions, 2e partie               | Island of Illusions, Part 2                  | 9 novembre 1993                                                   |
| 29               | 29               | La Roue du malheur                           | Wheel of Misfortune                          | 5 novembre 1993                                                   |
| 30               | 30               | Le Miroir de la destruction                  | The Rockstar                                 | 10 novembre 1993                                                  |
| 31               | 31               | Catastrophes en chaîne                       | Calamity Kimberly                            | 11 novembre 1993                                                  |
| 32               | 32               | Une étoile est née                           | A Star Is Born                               | 15 novembre 1993                                                  |
| 33               | 33               | On ne fait pas d'omelette sans casser d'œufs | The Yolk's on You!                           | 16 novembre 1993                                                  |
| 34               | 34               | La Chandelle verte, 1re partie               | The Green Candle, Part 1                     | 17 novembre 1993                                                  |
| 35               | 35               | La Chandelle verte, 2e partie                | The Green Candle, Part 2                     | 18 novembre 1993                                                  |
| 36               | 36               | Le Régénérateur                              | Bird of Feather                              | 22 novembre 1993                                                  |
| 37               | 37               | Le Club Environnement                        | Clean-Up Club                                | 23 novembre 1993                                                  |
| 38               | 38               | Méfiez-vous des imitations                   | A Bad Reflection on You                      | 27 novembre 1993                                                  |
| 39               | 39               | Panique à Angel Grove, 1re partie            | Doomsday, Part 1                             | 29 novembre 1993                                                  |
| 40               | 40               | Panique à Angel Grove, 2e partie             | Doomsday, Part 2                             | 30 novembre 1993                                                  |
| 41               | 41               | Norman                                       | A Pig Surprise                               | 8 février 1994                                                    |
| 42               | 42               | Le Trophée du lion                           | Lions and Blizzards                          | 10 février 1994                                                   |
| 43               | 43               | La Fleur du mal                              | Rita's Seed of Evil                          | 7 février 1994                                                    |
| 44               | 44               | Le Cristal du cauchemar                      | Crystal of Nightmares                        | 14 février 1994                                                   |
| 45               | 45               | Le Monstre des profondeurs                   | Something Fishy                              | 9 février 1994                                                    |
| 46               | 46               | La Puce maléfique                            | To Flea or Not to Flee                       | 15 février 1994                                                   |
| 47               | 47               | La Capsule temporelle                        | Reign of the Jellyfish                       | 16 février 1994                                                   |
| 48               | 48               | Question d'honneur                           | Plague of the Mantis                         | 17 février 1994                                                   |
| 49               | 49               | Un vieil ami, 1re partie                     | Return of an Old Friend, Part 1              | 28 février 1994                                                   |
| 50               | 50               | Un vieil ami, 2e partie                      | Return of an Old Friend, Part 2              | 1er mars 1994                                                     |
| 51               | 51               | Insecte acide                                | Grumble Bee                                  | 28 avril 1994                                                     |
| 52               | 52               | Deux têtes valent mieux qu'une               | Two Heads Are Better than One                | 29 avril 1994                                                     |
| 53               | 53               | Coup de bec                                  | Fowl Play                                    | 2 mai 1994                                                        |
| 54               | 54               | L’Enlèvement de Kelly                        | Enter... The Lizzinator                      | 6 mai 1994                                                        |
| 55               | 55               | La Citrouille infernale                      | Trick or Treat                               | 3 mai 1994                                                        |
| 56               | 56               | La Malédiction du requin                     | On Fins and Needles                          | 5 mai 1994                                                        |
| 57               | 57               | Méfiez-vous du ballon                        | Second Chance                                | 4 mai 1994                                                        |
| 58               | 58               | Le Rhino-féroce                              | Football Season                              | 9 mai 1994                                                        |
| 59               | 59               | Les Rangers mutants                          | Mighty Morphin' Mutants                      | 16 mai 1994                                                       |
| 60               | 60               | Les Perles maudites                          | An Oyster Stew                               | 23 mai 1994                                                       |

## Deuxième saison (1994–1995)
| Numéro de saison | Numéro d'épisode | Titre de l'épisode                       | Titre de l'épisode                 | Première diffusion (ÉU)                                                            |
| ---------------- | ---------------- | ---------------------------------------- | ---------------------------------- | ---------------------------------------------------------------------------------- |
| 61               | 1                | Mutinerie Partie 1                       | The Mutiny, Part 1                 | 21 juillet 1994 (première partie de soirée) 3 septembre 1994 (première diffusion)  |
| 62               | 2                | Mutinerie Partie 2                       | The Mutiny, Part 2                 | 29 juillet 1994 (première partie de soirée) 10 septembre 1994 (première diffusion) |
| 63               | 3                | Mutinerie Partie 3                       | The Mutiny, Part 3                 | 5 août 1994 (première partie de soirée) 12 septembre 1994 (première diffusion)     |
| 64               | 4                | On ne sait plus qui est qui              | The Wanna-Be Ranger                | 13 septembre 1994                                                                  |
| 65               | 5                | Hallucination                            | Putty on the Brain                 | 14 septembre 1994                                                                  |
| 66               | 6                | La fleur diabolique                      | Bloom of Doom                      | 17 septembre 1994                                                                  |
| 67               | 7                | Un rêve d'enfer                          | The Green Dream                    | 19 septembre 1994                                                                  |
| 68               | 8                | Le voleur de pouvoir                     | The Power Stealer                  | 20 septembre 1994                                                                  |
| 69               | 9                | Le scarabé impérial                      | The Beetle Invasion                | 21 septembre 1994                                                                  |
| 70               | 10               | Bienvenue sur l'île de Vénus             | Welcome to Venus Island            | 23 septembre 1994                                                                  |
| 71               | 11               | Le son des guitares                      | The Song of Guitardo               | 26 septembre 1994                                                                  |
| 72               | 12               | Tommy perd ses pouvoirs Partie 1         | Green No More, Part 1              | 27 septembre 1994                                                                  |
| 73               | 13               | Tommy perd ses pouvoirs 2ème partie      | Green No More, Part 2              | 28 septembre 1994                                                                  |
| 74               | 14               | La dimension interdite                   | Missing Green                      | 3 octobre 1994                                                                     |
| 75               | 15               | La Belle et la Bête                      | Beauty and the Beast               | 10 octobre 1994                                                                    |
| 76               | 16               | La trompette de Zack                     | Orchestral Maneuvers in the Park   | 4 octobre 1994                                                                     |
| 77               | 17               | Lumière blanche Partie 1                 | White Light, Part 1                | 17 octobre 1994                                                                    |
| 78               | 18               | Lumière blanche Partie 2                 | White Light, Part 2                | 17 octobre 1994                                                                    |
| 79               | 19               | Les deux monstres                        | Two for One                        | 24 octobre 1994                                                                    |
| 80               | 20               | Attraction                               | Opposites Attract                  | 25 octobre 1994                                                                    |
| 81               | 21               | Le jour des citrouilles                  | Zedd's Monster Mash                | 28 octobre 1994                                                                    |
| 82               | 22               | La Guerre des ninjas partie 1            | The Ninja Encounter, Part 1        | 2 novembre 1994                                                                    |
| 83               | 23               | La Guerre des ninjas partie 2            | The Ninja Encounter, Part 2        | 3 novembre 1994                                                                    |
| 84               | 24               | La Guerre des ninjas partie 3            | The Ninja Encounter, Part 3        | 4 novembre 1994                                                                    |
| 85               | 25               | Incident diplomatique                    | A Monster of Global Proportions    | 5 novembre 1994                                                                    |
| 86               | 26               | Zedd F-M                                 | Zedd Waves                         | 7 novembre 1994                                                                    |
| 87               | 27               | Le transfert de pouvoir Partie 1         | The Power Transfer, Part 1         | 8 novembre 1994                                                                    |
| 88               | 28               | Le transfert de pouvoir 2ème partie      | The Power Transfer, Part 2         | 9 novembre 1994                                                                    |
| 89               | 29               | Goldar et la Sorcière                    | Goldar's Vice-Versa                | 12 novembre 1994                                                                   |
| 90               | 30               | Le miroir aux regrets                    | Mirror of Regret                   | 14 novembre 1994                                                                   |
| 91               | 31               | A en perdre la memoire                   | When a Ranger Is Not a Ranger      | 15 novembre 1994                                                                   |
| 92               | 32               | Rocky a le demon du jeu                  | Rocky Just Wants to Have Fun       | 16 novembre 1994                                                                   |
| 93               | 33               | Les Power Rangers passent a la tele      | Lights, Camera, Action             | 17 novembre 1994                                                                   |
| 94               | 34               | Il n'y a pas de fumée sans feu           | Where There's Smoke, There's Fire  | 21 novembre 1994                                                                   |
| 95               | 35               | La chasse au trésor                      | Scavenger Hunt                     | 22 novembre 1994                                                                   |
| 96               | 36               | Le visiteur                              | The Great Bookala Escape           | 23 novembre 1994                                                                   |
| 97               | 37               | Amies pour toujours                      | Forever Friends                    | 28 novembre 1994                                                                   |
| 98               | 38               | Pêche en eau trouble                     | A Real Fish Story                  | 29 novembre 1994                                                                   |
| 99               | 39               | Retour en enfance 1ère partie            | Rangers Back in Time, Part 1       | 4 février 1995                                                                     |
| 100              | 40               | Retour en enfance 2ème partie            | Rangers Back in Time, Part 2       | 11 février 1995                                                                    |
| 101              | 41               | Le mariage 1ère partie                   | The Wedding, Part 1                | 13 février 1995                                                                    |
| 102              | 42               | Le mariage 2ème partie                   | The Wedding, Part 2                | 14 février 1995                                                                    |
| 103              | 43               | Le mariage 3ème partie                   | The Wedding, Part 3                | 15 février 1995                                                                    |
| 104              | 44               | Le retour du Ranger vert 1ère partie     | Return of the Green Ranger, Part 1 | 20 février 1995                                                                    |
| 105              | 45               | Le retour du Ranger vert Partie 2        | Return of the Green Ranger, Part 2 | 21 février 1995                                                                    |
| 106              | 46               | Le retour du Ranger vert Partie 3        | Return of the Green Ranger, Part 3 | 22 février 1995                                                                    |
| 107              | 47               | Madame la Presidente                     | Best Man for the Job               | 29 avril 1995                                                                      |
| 108              | 48               | Tout conte fait Partie 1                 | Storybook Rangers, Part 1          | 1er mai 1995                                                                       |
| 109              | 49               | Tout conte fait partie 2                 | Storybook Rangers, Part 2          | 2 mai 1995                                                                         |
| 110              | 50               | Il était une fois dans le temps Partie 1 | Wild West Rangers, Part 1          | 8 mai 1995                                                                         |
| 111              | 51               | Il était une fois dans le temps partie 2 | Wild West Rangers, Part 2          | 9 mai 1995                                                                         |
| 112              | 52               | Pauvre Billy                             | Blue Ranger Gone Bad               | 20 mai 1995                                                                        |

## Troisième saison (1995–1996)
Cette troisième (et dernière) saison de Power Rangers : Mighty Morphin a été directement suivie d'une mini-série en 10 épisodes intitulée Alien Rangers (Mighty Morphin Alien Rangers) et généralement considérée comme en faisant partie intégrante[réf. nécessaire].
| Numéro de saison | Numéro d'épisode | Titre français                     | Titre français                             | Première diffusion (ÉU) |
| ---------------- | ---------------- | ---------------------------------- | ------------------------------------------ | ----------------------- |
| 113              | 1                | Un ami dans le besoin 1ère partie  | A Friend in Need, Part 1                   | 9 septembre 1995        |
| 114              | 2                | Un ami dans le besoin 2ème partie  | A Friend in Need, Part 2                   | 9 septembre 1995        |
| 115              | 3                | Un ami dans le besoin 3ème partie  | A Friend in Need, Part 3                   | 9 septembre 1995        |
| 116              | 4                | La guerilla 1ère partie            | Ninja Quest, Part 1                        | 9 septembre 1995        |
| 117              | 5                | La guerilla 2ème partie            | Ninja Quest, Part 2                        | 9 septembre 1995        |
| 118              | 6                | La guerilla 3ème partie            | Ninja Quest, Part 3                        | 9 septembre 1995        |
| 119              | 7                | La guerilla 4ème partie            | Ninja Quest, Part 4                        | 9 septembre 1995        |
| 120              | 8                | Le vol des couleurs                | A Brush with Destiny                       | 16 septembre 1995       |
| 121              | 9                | Eclairez ma lanterne               | Passing the Lantern                        | 16 septembre 1995       |
| 122              | 10               | Professeur d'un jour               | Wizard for a Day                           | 16 septembre 1995       |
| 123              | 11               | Drôle de match                     | Fourth Down and Long                       | 23 septembre 1995       |
| 124              | 12               | Graine de haine Partie 1           | Stop the Hate Maître, Part 1               | 23 septembre 1995       |
| 125              | 13               | Graine de haine Partie 2           | Stop the Hate Maître, Part 2               | 30 septembre 1995       |
| 126              | 14               | Le voleur de visage                | Final Face-Off                             | 30 septembre 1995       |
| 127              | 15               | La potion d'amour                  | The Potion Notion                          | 7 octobre 1995          |
| 128              | 16               | Joyeux Noël                        | I'm Dreaming of a White Ranger             | 7 octobre 1995          |
| 129              | 17               | Une catastrophe Partie 1           | A Ranger Catastrophe, Part 1               | 28 octobre 1995         |
| 130              | 18               | Une catastrophe Partie 2           | A Ranger Catastrophe, Part 2               | 28 octobre 1995         |
| 131              | 19               | Le vol du médaillon Partie 1       | Changing of the Zords, Part 1              | 4 novembre 1995         |
| 132              | 20               | Le vol du médaillon Partie 2       | Changing of the Zords, Part 2              | 4 novembre 1995         |
| 133              | 21               | Le vol du médaillon Partie 3       | Changing of the Zords, Part 3              | 4 novembre 1995         |
| 134              | 22               | Suivez ce taxi !                   | Follow That Cab !                          | 4 novembre 1995         |
| 135              | 23               | Un rose un peu moins rose Partie 1 | A Different Shade of Pink, Part 1          | 11 novembre 1995        |
| 136              | 24               | Un rose un peu moins rose Partie 2 | A Different Shade of Pink, Part 2          | 11 novembre 1995        |
| 137              | 25               | Un rose un peu moins rose Partie 3 | A Different Shade of Pink, Part 3          | 11 novembre 1995        |
| 138              | 26               | Bon appetit Tommy                  | Rita's Pita                                | 14 octobre 1995         |
| 139              | 27               | Le mangeur de pierres              | Another Brick in the Wall                  | 14 octobre 1995         |
| 140              | 28               | Petit singe deviendra grand        | A Chimp in Charge                          | 14 octobre 1995         |
| 141              | 29               | L'armure métallique Partie 1       | Maître Vile and the Metallic Armor, Part 1 | 9 décembre 1995         |
| 142              | 30               | L'armure métallique Partie 2       | Maître Vile and the Metallic Armor, Part 2 | 9 décembre 1995         |
| 143              | 31               | L'armure métallique Partie 3       | Maître Vile and the Metallic Armor, Part 3 | 9 décembre 1995         |
| 144              | 32               | Fausses notes                      | The Sound of Dischordia                    | 2 décembre 1995         |
| 145              | 33               | Le cristal d'Armaguedon            | Rangers in Reverse                         | 2 décembre 1995         |

## Mighty Morphin Power Rangers- Saison 1 Re–Version (2010)
| Numéro de saison | Numéro d'épisode | Titre de l'épisode                        | Titre de l'épisode                           | Première diffusion (ÉU) |
| ---------------- | ---------------- | ----------------------------------------- | -------------------------------------------- | ----------------------- |
| 01               | 01               | La Libération de Rita                     | Day of the Dumpster                          | 2 janvier 2010          |
| 02               | 02               | Menace sur le parc d'attraction           | High Five                                    | 2 janvier 2010          |
| 03               | 03               | Travail d’équipe                          | Teamwork                                     | 9 janvier 2010          |
| 04               | 04               | Record battu                              | A Pressing Engagement                        | 9 janvier 2010          |
| 05               | 05               | En avant la musique                       | Different Drum                               | 16 janvier 2010         |
| 06               | 06               | Un peu trop épicé                         | Food Fight                                   | 16 janvier 2010         |
| 07               | 07               | Un pique-nique mouvementé                 | Big Sisters                                  | 23 janvier 2010         |
| 08               | 08               | Échange de bons procédés                  | Switching Places                             | 30 janvier 2010         |
| 09               | 09               | Œil-de-Lynx                               | I, Eye Guy                                   | 6 février 2010          |
| 10               | 10               | Et si on volait ?                         | Foul Play in the Sky                         | 13 février 2010         |
| 11               | 11               | La Bouteille magique                      | For Whom the Bell Trolls                     | 20 février 2010         |
| 12               | 12               | Joyeux anniversaire, Zack                 | Happy Birthday, Zack                         | 27 février 2010         |
| 13               | 13               | La Fête foraine                           | No Clowning Around                           | 27 mars 2010            |
| 14               | 14               | Rocker Rangers                            | Power Ranger Punks                           | 24 juillet 2010         |
| 15               | 15               | Madame Woe                                | Peace, Love and Woe                          | 24 juillet 2010         |
| 16               | 16               | La Formule de l'homme invisible           | Dark Warrior                                 | 21 août 2010            |
| 17               | 17               | Rencontre avec le Ranger vert, 1re partie | Green with Evil, Part 1 : Out of Control     | 3 avril 2010            |
| 18               | 18               | Rencontre avec le Ranger vert, 2e partie  | Green with Evil, Part 2 : Jason's Battle     | 10 avril 2010           |
| 19               | 19               | Rencontre avec le Ranger vert, 3e partie  | Green with Evil, Part 3 : The Rescue         | 8 mai 2010              |
| 20               | 20               | Rencontre avec le Ranger vert, 4e partie  | Green with Evil, Part 4 : Eclipsing Megazord | 22 mai 2010             |
| 21               | 21               | Rencontre avec le Ranger vert, 5e partie  | Green with Evil, Part 5 : Breaking the Spell | 5 juin 2010             |
| 22               | 22               | Le tort tue                               | The Trouble with Shellshock                  | 17 juillet 2010         |
| 23               | 23               | L'Araignée du matin                       | Itsy Bitsy Spider                            | 17 juillet 2010         |
| 24               | 24               | Le Monstre crache-fleur                   | The Spit Flower                              | 24 juillet 2010         |
| 25               | 25               | Bas les masques                           | Life's a Masquerade                          | 31 juillet 2010         |
| 26               | 26               | L'Esprit d'équipe                         | Gung Ho !                                    | 31 juillet 2010         |
| 27               | 27               | L'Île des illusions, 1re partie           | Island of Illusions, Part 1                  | 7 août 2010             |
| 28               | 28               | L'Île des illusions, 2e partie            | Island of Illusions, Part 2                  | 7 août 2010             |
| 29               | 29               | La Roue du malheur                        | Wheel of Misfortune                          | 14 août 2010            |
| 30               | 30               | Le Miroir de la destruction               | The Rockstar                                 | 14 août 2010            |
| 31               | 31               | Catastrophes en chaîne                    | Calamity Kimberly                            | 28 août 2010            |
| 32               | 32               | Une étoile est née                        | A Star Is Born                               | 28 août 2010            |